# Neurodeliri
Neurodeliri è un album dei Bulldozer pubblicato nel 1988. L'album è dedicato a Dario Carria, membro fondatore della band suicidatosi prima della realizzazione dell'album.

## Tracce
1. Overture / Neurodeliri – 5:01
2. Minkions – 2:46
3. We are.....Italian – 3:01
4. Art of Deception – 4:26
5. Ilona had been Elected – 4:13
6. Impotence – 2:28
7. Mors Tua Vita Mea – 2:47
8. Willful Death / You'll Be Recalled – 4:54